# Optik Takeover!
Optik Takeover! ist ein Hip-Hop-Sampler des mittlerweile aufgelösten Musiklabels Optik Records, der am 15. September 2006 erschien. Singleauskopplungen waren Das ist OR! und Komm mit mir. Als Bonus-CD ist das Mixtape Wer hatz erfunden? des Sublabels Optik Schweiz enthalten.

## Cover
Auf dem Cover sind von links nach rechts in einer Reihe vor einer dunklen Rauchkulisse die damals beim Label unter Vertrag stehenden Künstler Caput, Amar, Moe Mitchell, Kool Savas, Melbeatz, Ercandize, Sinan und DJ Nicon zu sehen, wobei Kool Savas etwas stärker im Vordergrund steht als die übrigen Personen. Unmittelbar darunter stehen die Künstlernamen in kleinen, weißen Großbuchstaben. In der oberen Bildhälfte ist die weiße Aufschrift "KOOL SAVAS & OPTIK RECORDS PRÄSENTIEREN" zu erkennen, unmittelbar darunter – ebenfalls in weiß – in Form eines Graffiti unterstrichen "OPTiKTAKEOVER!".

## Gäste
Neben den damaligen Künstlern von Optik Records sind folgende Künstler auf einzelnen Stücken als Gäste vertreten: Franziska (auf Traum), Dina Rae (auf U Ain't Fuckin With Us), Lumidee und DJ Suave (auf Come Clean 2006) sowie Kaas und Franky Kubrick (auf Geldwelt).

## Titelliste
1. Takeover Intro (Kool Savas)
2. O.P.T.I.K. (Kool Savas feat. Amar & Ercandize)
3. Das ist OR! (Kool Savas feat. Caput, Amar, Ercandize & Moe Mitchell)
4. Komm mit mir (Kool Savas feat. Ercandize)
5. Merkt Euch (Kool Savas feat. Amar, Ercandize & Moe Mitchell)
6. Traum (Ercandize feat. Franziska)
7. Bye Bye (Kool Savas feat. Moe Mitchell)
8. U Ain’t Fucking with Us (Dina Rae feat. Caput & Sinan)
9. Fick dich nicht (Kool Savas feat. Ercandize, Germany & Moe Mitchell)
10. HT Skit
11. Homo Thugs (Kool Savas feat. Amar, Ercandize, Kaas & Moe Mitchell)
12. Halbblutprinz (Sinan)
13. Mach alles Caput (Caput)
14. Dani Skit
15. 2005 Til Infinity (Moe Mitchell)
16. Come Clean 2006 (Kool Savas feat. Caput & Lumidee)
17. Geldwelt (Kool Savas feat. Kaas, Ercandize, Franky Kubrick & Moe Mitchell)
18. Manche Leute (Part 1) (Amar)
19. In deinen Augen (Kool Savas feat. Amar, Ercandize & Moe Mitchell)

## Rezeption

### Rezensionen
In der Besprechung des Albums auf laut.de wird die Notwendigkeit von Label-Samplern hinterfragt und das Album eher durchschnittlich bewertet: Auch diese Veröffentlichung aus dem Hause Optik ist vorbildlich produziert und professionell abgemischt, die Beats sind glatt wie ein entwachster Babyhintern. Um so trauriger, dass sie in den seltensten Fällen kicken. Selbst den thematischen Ausreißern wie "Halbblutprinz", "In Deinen Augen" und "Geldwelt" hätte etwas mehr Abwechslung und Variantenreichtum gut getan. An der Produzentenvielfalt lag es nicht. […] Schade: Die teils exzellenten Parts von Amar, Ercandize und Sinan verfügen durchaus über genug Potenzial.

### Chartplatzierungen
| ChartsChartplatzierungen | Höchstplatzierung | Wochen |
| ------------------------ | ----------------- | ------ |
| Deutschland (GfK)        | 8 (8 Wo.)         | 8      |
| Österreich (Ö3)          | 40 (3 Wo.)        | 3      |
| Schweiz (IFPI)           | 39 (5 Wo.)        | 5      |